# كيه إل إم الرحلة 861
كي إل إم الخطوط الجوية الملكية الهولندية الرحلة 861، هي حادثة اختطاف تعرضت لها طائرة بوينج 747 رقم التسجيل لها PH-BUA واسمها «ميسيسيبي» تابعة لأسطول الخطوط الجوية الملكية الهولندية، حيث تم اختطاف الطائرة في 25 نوفمبر 1973 من قبل ثلاثة شبان عرب أثناء تحليق الطائرة فوق الأجواء العراقية وذلك خلال رحلتها العادية بين أمستردام وطوكيو وكان على متن الطائرة وقت اختطافها 247 راكباً.

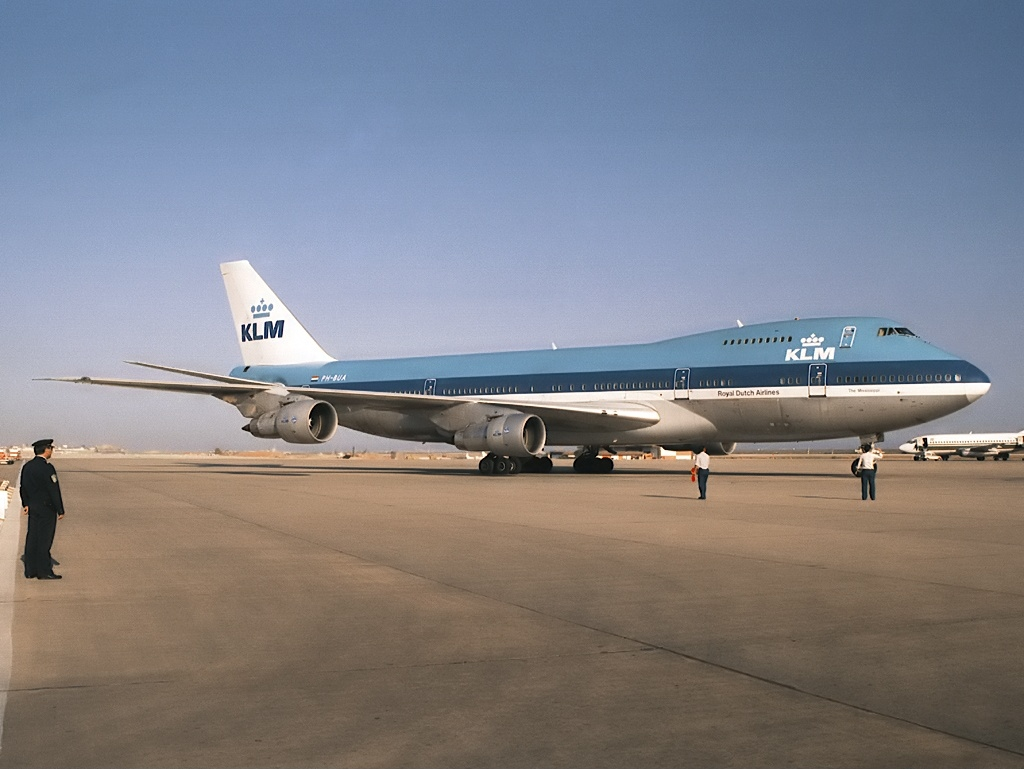
صورة اُلتقطت عام 1988 للطائرة المختطفة

## الحادث
بعد اختطاف الطائرة هدد الخاطفون بتفجير الطائرة ما لم يتم منحهم تصريحاً بالهبوط في الدولة التي يرغبون بها، وذلك في أعقاب رفض أغلب الدول السماح للطائرة بالهبوط في مطاراتها. لاحقاً أعلن الخاطفون مطالبهم المتمثلة بإطلاق سراح سبعة سجناء فلسطينيين. حولت الطائرة وجهتها وهبطت أخيراً في مالطا وقاد رئيس الوزراء المالطي دوم مينتوف مفاوضات مع الخاطفين نجح بنهايتها في إطلاق سراح معظم الركاب والمضيفين الثمانية. بينما بقي في الطائرة 11 راكباً احتفظ بهم الخاطفون الذين أقلعوا إلى دبي حيث تم إطلاق سراح بقية الرهائن في مطار دبي وانتهت الحادثة دون وفيات.
في أعقاب الحادثة أعلنت حركة تسمي نفسها منظمة الشباب العربية القومية مسؤوليتها عن العملية. استمرت شركة الطيران الملكية الهولندية في استخدام نفس رقم الرحلة لخط أمستردام-طوكيو ولم تقم بتغييره في أعقاب الحادثة.